# Sint-Martinuskerk (Olen)
De Sint-Martinuskerk is de plaatselijke kerk van de Belgische gemeente Olen-Centrum gelegen aan de Sint-Maartenstraat te Olen.
De kerk heeft op het westen een vroeggotische kerktoren in zandsteen; deze is gebouwd omstreeks 1400. Het koor met steunberen en spitsboogramen is laatgotische baksteengotiek uit de 15e of 16e eeuw in een plaatselijke, Kempense stijl. De zijbeuken die rond 1776 zijn aangebouwd aan het schip zijn eerder classicistisch. In het interieur bevinden zich beelden van laatgotisch houtsnijwerk, barokke portiekaltaren en een rococo preekstoel.
De Sint-Martinuskerk heeft nog een aangrenzend kerkhof, wat eerder zeldzaam werd in Vlaanderen. Sinds 25 juli 1986 is de kerk beschermd als monument van onroerend erfgoed.